# Piet Kuiper (psychiater)
Pieter Cornelis (Piet) Kuiper (Soest, 30 juli 1919 – Amsterdam, 9 februari 2002), als auteur en hoogleraar bekend als P.C. Kuiper, was een Nederlands psychiater die grote invloed heeft gehad op de wijze waarop de psychiatrie in Nederland tussen 1960 en 1980 werd beoefend.
Kuiper studeerde geneeskunde en filosofie in Utrecht waar hij in 1946 artsexamen deed. In 1948 promoveerde hij op een neurologisch onderwerp. Van 1952-1961 was hij chef de clinique in het Academisch Ziekenhuis bij de Rijksuniversiteit Groningen; van 1957 tot 1961 was hij tevens lector dieptepsychologie en de propedeutische psychiatrie aan die universiteit. Kuiper was van 1961 tot 1984 hoogleraar in de psychiatrie aan de Universiteit van Amsterdam.
Hij is auteur van enkele veel in het onderwijs gebruikte handboeken over psychiatrie, die vele malen zijn herdrukt. Hij gaf college op een wijze die op velen diepe indruk heeft gemaakt.
Op gevorderde leeftijd maakte hij zelf van 1983 tot 1985 een zeer ernstige depressie door (waarbij hij zelf eerst dacht dat het dementie was). Hij wilde geen zelfmoord plegen uit vrees dat hij dan in de hel extra zou moeten lijden. De depressie liep uit op een psychose waarbij hij de overtuiging kreeg dat hij al overleden was en zich in de hel bevond. Zijn vrouw en vrienden vond hij wel lijken op de betreffende personen, maar hij dacht dan vaak dat ze niet echt die personen waren. Kuiper werd in die periode van twee jaar tweemaal een aantal maanden in een psychiatrische inrichting opgenomen. Na zijn herstel schreef hij over zijn ziekte het boek Ver heen (1988). Dit boek vond ook buiten zijn vakgebied veel lezers.
Kuiper was getrouwd met Noortje Miskotte, een dochter van de Nederlandse theoloog K.H. Miskotte. Zij overleed in april 2011 en werd bij Kuiper begraven in Voorst.
Op 21 maart 2023 verscheen bij uitgeverij Van Oorschot Kuipers biografie, geschreven door literatuurwetenschapper Koen Hilberdink onder de titel Strijd om de ziel. Het leven van P.C. Kuiper (1919-2002) in de psychiatrie.